# Мехмет Топал
Мехмет Топал (тур. Mehmet Topal, нар. 3 березня 1986, Малатья) — турецький футболіст, півзахисник клубу «Бешикташ» та національної збірної Туреччини.

## Клубна кар'єра
Народився 3 березня 1986 року в місті Малатья. Вихованець футбольної школи клубу «Єні Малатьяспор».
У дорослому футболі дебютував 2004 року виступами за команду клубу «Дарданелспор», в якій провів два сезони, взявши участь у 42 матчах чемпіонату. 
Своєю грою за цю команду привернув увагу представників тренерського штабу «Галатасарая», до складу якого приєднався 2006 року. Відіграв за стамбульську команду наступні чотири сезони своєї ігрової кар'єри. Більшість часу, проведеного у складі «Галатасарая», був основним гравцем команди. За цей час виборов титул чемпіона Туреччини.
2010 року уклав контракт з іспанською «Валенсією», у складі якої провів наступні два роки. Граючи у складі «Валенсії» також здебільшого виходив на поле в основному складі команди.
До складу «Фенербахче» приєднався 2012 року. Відтоді встиг відіграти за стамбульську команду 87 матчів у національному чемпіонаті.

## Виступи за збірні
2005 року дебютував у складі юнацької збірної Туреччини.
Протягом 2006–2007 років залучався до складу молодіжної збірної Туреччини. На молодіжному рівні зіграв у 13 офіційних матчах, забив 1 гол.
2008 року дебютував в офіційних матчах у складі національної збірної Туреччини.
У складі збірної був учасником чемпіонату Європи 2008 року в Австрії та Швейцарії.

## Титули і досягнення
- Чемпіон Туреччини (3):

«Галатасарай»: 2007–08
«Фенербахче»: 2013–14
«Істанбул Башакшехір»: 2019-20
- Володар Кубка Туреччини (1):

«Фенербахче»: 2012-13
- Володар Суперкубка Туреччини (3):

«Галатасарай»: 2008
«Фенербахче»: 2014
«Бешикташ»: 2021